# Mariusz Ujek
Mariusz Ujek (Lubin, 6 dicembre 1977) è un ex calciatore polacco, di ruolo attaccante.

## Carriera
Il 27 agosto 2010 firma un annuale con il Polonia Bytom. Il 1º febbraio 2011 rescinde il suo contratto.
A luglio del 2011 viene acquistato così dal Warta Poznan a parametro zero.